# Ulrich Graf
Ulrich Graf (ur. 6 lipca 1878 w Bachhagel, zm. 3 marca 1950 w Monachium) – Brigadeführer SS, członek NSDAP, osobisty ochroniarz Adolfa Hitlera w okresie jego dojścia do władzy.

## Życiorys
Był amatorskim zapaśnikiem i uczniem rzeźnika. Brał udział w puczu monachijskim. Gdy tłum nazistów pomaszerował w kierunku monachijskiej Feldherrenhalle przy Odeonsplatz, przemarsz został zatrzymany przez policję. Graf wyszedł naprzeciw nim i powiedział „Nie strzelać! Jego ekscelencja generał Ludendorff nadchodzi!”. Gdy policja otworzyła ogień, Graf zasłonił swoim ciałem Hitlera, ratując mu życie.
W 1936 roku, Graf został wybrany do Reichstagu. W urodziny Hitlera w 1943 roku otrzymał awans do stopnia Brigadeführera.